# Chery Riich M1
Der Chery Riich M1, im Export auch Chery M1, ist ein Kleinstwagen des chinesischen Herstellers Chery Automobile der Submarke Riich. 

## Beschreibung
Den M1 gibt es mit einem 1-Liter-Motor mit 50 kW bei 6000/min und 93 Nm bei 3500–4000/min oder mit einem 1,3-Liter-Motor mit 63 kW bei 5750/min und 122 Nm bei 3500–4000/min. Der Motor ist vorn quer eingebaut und treibt über ein Fünfgang-Handschaltgetriebe oder eine Getriebeautomatik die Vorderräder an. Diese sind einzeln an MacPherson-Federbeinen und Querlenkern aufgehängt, hinten ist eine Verbundlenkerachse eingebaut. Die Bremse arbeitet vorne mit Scheiben und hinten mit Trommeln, ein Antiblockiersystem und eine elektronische Bremskraftregelung sind (außer bei der einfachsten Version) serienmäßig. Die Lenkung ist hydraulisch unterstützt. Wie bei Chery üblich kosten ABS und Airbags für Fahrer und Beifahrer Aufpreis; es sind jedoch auch Seitenairbags verfügbar.
Ein auffälliges Designmerkmal des M1 sind die senkrecht stehenden und optisch in die Rücklichter übergehenden Türgriffe der hinteren Türen. Ähnlich wie bei anderen Fahrzeugen mit in die Fensterrahmen gesetzten Griffen wird der Eindruck eines zweitürigen Fahrzeugs erzeugt.
In Italien wurde das Modell von DR Automobiles in Lizenz gebaut und bis 2015 unter dem Namen DR 1 vertrieben.